# Smrtonoš zmijí
Smrtonoš zmijí (Acanthophis antarcticus) je druh jedovatého hada, který se vyskytuje v Austrálii. Žije jak v tropických deštných lesích, tak v otevřenější travnaté krajině. Vzhledem se podobá zmijím, ale není s nimi příbuzný, řadí se do čeledi korálovcovití. Je zavalitý a díky svému zbarvení velmi dobře splývá s okolním prostředím. Dosahuje délky 50 až 70 cm (výjimečně až 100 cm) a váhy až půl kilogramu. Živí se menšími obratlovci, které loví krátkým, prudkým výpadem ze zálohy. Na kořist dokáže vyčkávat dlouhé hodiny či dny, svůj ocas při tom používá jako návnadu. Březost trvá pět měsíců. Samice rodí zpravidla devět až dvacet živých mláďat.

## Ohrožení
Smrtonoš zmijí je IUCN řazen mezi málo dotčené taxony.
Ohrožuje jej zejména ztráta přirozených biotopů, zavlečení a rozšíření lišek a také ropuchy obrovské, kterou had považuje za vhodnou kořist. Je ale pro něj jedovatá. Rizikem mohou být i požáry.

## Poddruhy
Rozlišují se tři poddruhy:
- Acanthophis antarcticus antarcticus (Shaw, 1794)
- Acanthophis antarcticus cliffrosswelingtoni (Hoser, 2002)
- Acanthophis antarcticus schistos (Wells & Wellington, 1985)

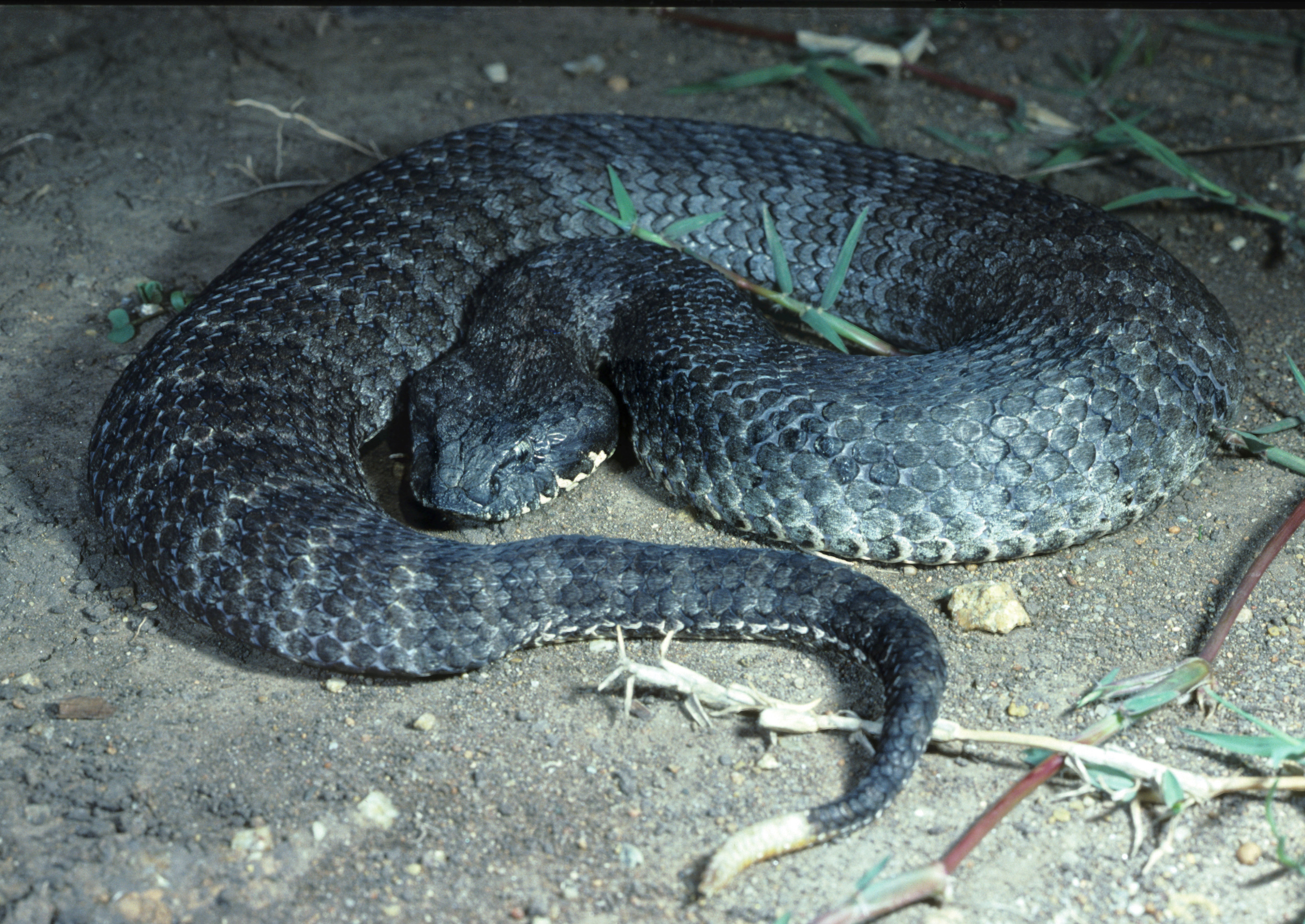
Smrtonoš zmijí

## Chov v zoo
Jde o velmi vzácně chovaný druh. V celé Evropě byl v květnu 2020 chován pravděpodobně jen v pěti zoo. Kromě jedné německé, rakouské a švédské zoo se jednalo o dvě zařízení v Česku:
- Zoo Plzeň
- Zoo Praha

### Chov v Zoo Praha

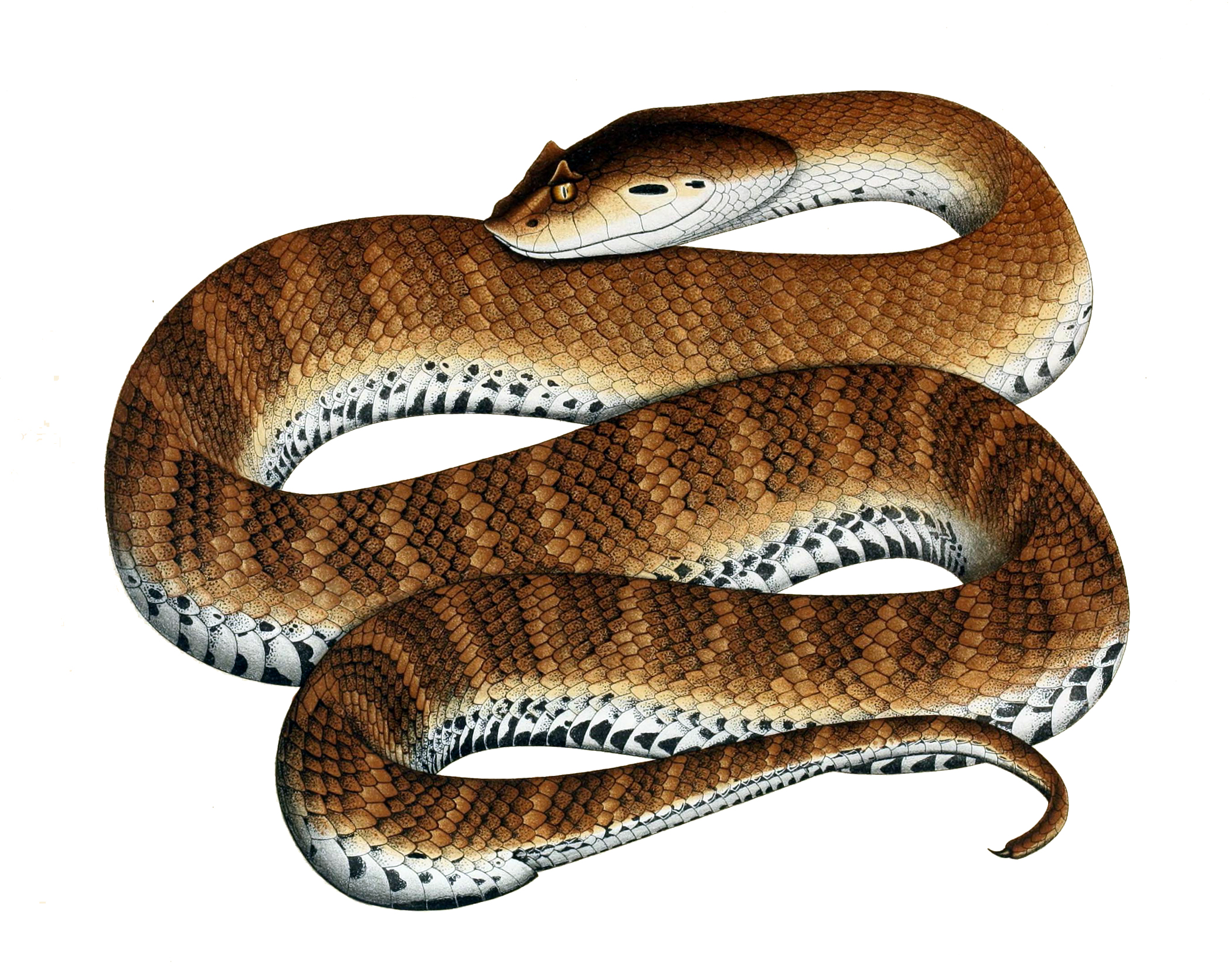
Smrtonoš zmijí

Do Zoo Praha byl smrtonoš zmijí prvně dovezen v roce 2020. Samec byl získán ze Zoo Plzeň v květnu 2020. Jedná se o jeden ze dvou druhů hadů expozičního celku Darwinův kráter v dolní části zoo. Tato expozice australské a zejména tasmánské fauny a flory byla dokončena v roce 2020.